# FLIR

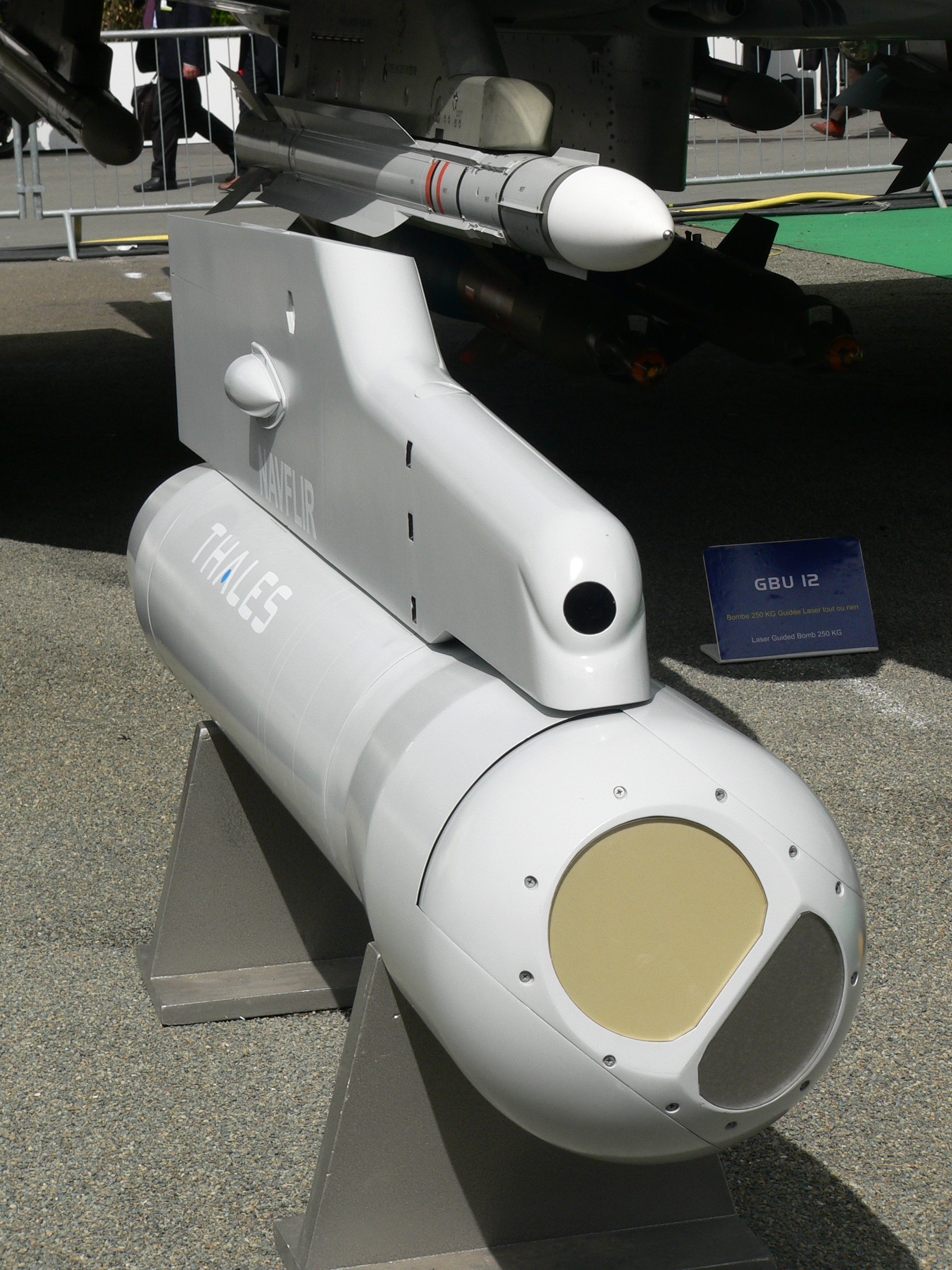
탈레스의 항법 적외선 포드(NAVFLIR)

전방 감시 적외선 장치(영어: forward looking infrared, FLIR) 또는 적외선 전방 감시 장치는 적외선 복사를 감지하는 영상 기술이다. 전방의 적외선 화상을 비디오 카메라로 촬영하는 시스템으로 특정한 시스템의 명칭이 아니고, 이런 종류의 시스템에 대한 일반 명사이다. FLIR는 비디오 출력을 위해 조립되는 '사진'을 출력하기 위해 열 에너지 감지를 사용하기 때문에, 조종사나 운전사가 구름이 끼거나 달빛이 없는 야간과 같은 완전한 어둠일 때 추운 배경에서 따뜻한 목표물을 탐지하고, 야간 및 안개에서도 그들의 탈 것을 조종하는 것을 돕는데 사용될 수 있다. FLIR가 탐지하는 적외선의 파장 길이는 가시광선 및 근적외선 범위(0.4 ~ 1.0 µm)에서 작동하는 야시경과는 다르다.

## 설계
적외선은 범위에 따라 기본적으로 장파장 적외선과 중파장 적외선의 두 가지로 나눌 수 있다. 때때로 "원적외선"이라고 불리는 장파장 적외선(LWIR) 카메라는 8 ~ 12 µm에서 작동하며 몇 마일 밖에 있는 뜨거운 엔진 부분이나 인간 체온의 열을 볼 수 있지만, 적외선 빛이 공기나 수증기에 의해 흡수되고, 산란하고, 굴절되기 때문에 중파장 적외선 카메라에 비해 장거리 시야 확보가 어려운 편이다. 몇몇 장파장 FLIR는 그들의 탐지기에 극저온의 냉각이 필요하지만, 적당히 민감한 FLIR는 극저온의 냉각이 필요하지 않은 것이 생산되고 있다.
3 ~ 5 µm 범위에서 작동하는 카메라는 중파장 적외선(MWIR)이라 불린다. 중파장 적외선 카메라는 수증기 흡수로부터 영향을 덜 받기 때문에 장파장 적외선 카메라와 다르게 장거리 시야 확보가 용이한 편이지만, 일반적으로 더욱 비싼 감지기 배열과 극저온 냉각이 필요하다.
많은 FLIR 시스템은 영상 품질을 향상시키기 위해 디지털 화상 처리를 사용한다. 제조 공정에서 제한 때문에, FLIR 센서 배열은 종종 픽셀로부터 픽셀로 거칠게 불일치하는 감광도를 가진다. 이것을 개선하기 위해, 각 픽셀의 반응이 공장에서 측정되고, 대부분 선형인 변형물은 측정된 입력 신호를 출력 수준으로 측량한다.

## 특징
AN/AAQ-26과 같은 FLIR는 종종 해군 함정, 고정익 항공기, 헬기 그리고 장갑 전투 차량에 사용된다. 전시에, 그것은 세 가지 큰 이점이 있다. 첫째, FLIR가 탐지하는 에너지는 이미 거기 있는 것이고, FLIR는 자신의 어떠한 에너지도 방출할 필요가 없기 때문에 영상 장치 그 자체는 적에게 발견이 거의 불가능하다. 둘째, FLIR는 위장하기 어려운 열을 감지한다. 셋째, FLIR 시스템은 연기, 안개, 연무 그리고 다른 대기 중의 방해물을 통과하여 가시광선 카메라가 볼 수 있는 것보다 더 많은 것을 볼 수 있다. 그러나 FLIR를 사용하면 적군과 아군을 구별하기 어렵기 때문에, 아군에 오인 발포하는 사건이 발생할 수도 있다.

## FLIR 용어의 어원
"전방 감시"라는 용어는 "푸시 브룸" 영상 장치로 알려진 측면 추적 적외선 시스템으로부터 FLIR 시스템을 구별하기 위해 사용된다. 그러한 시스템은 일반적으로 항공기나 위성에 사용된다. 그것들은 보통 2D 영상을 생성하기 위해 지상을 가로질러 1D 배열 전망을 움직이는 항공기나 위성의 움직임을 이용하는 픽셀의 1차원(1D) 배열을 포함한다. 그러한 시스템은 실시간 영상에는 사용할 수 없고, 비행 방향에 수직으로 봐야 한다. 어느 정도까지 측면 추적 적외선 시스템은 "전방 감시" 영상 시스템의 발달로 쓸모없게 되었다.

## FLIR의 용도
- 적군 등 표적 탐지
- 유역 온도와 야생의 사냥감 서식지 감시
- HVAC 에너지 소비 감소를 위해 건물내 단열 결함 또는 에너지 손실 감지
- 군용 항공기의 목표물 포착 및 추적
- 저시정低視程(계기비행) 상황에서 항공기 조종
- 도로에서 사슴이나 다른 동물들을 운전자에게 경고
- 소방 작전중 점화의 원인을 찾아내고 생존자(연기와 벽을 통과해) 위치 찾기
- 특히 숲이 우거진 지역이나 수중에서 행방불명된 사람을 탐색 구조하는 작전
- 천연 가스나 다른 가스 누출 탐지
- 활화산 감시
- 결함이 있는 전기 접속의 열 감지
- FLIR를 갖춘 항공기는 악천후 상황에서 작전 수행 가능

## 가격
FLIR 장비의 가격은 극적으로 떨어졌다. 구식 카메라 설계는 작은 센서로 영상을 스캔하기 위해 회전 반사경을 사용한다. 현대 카메라는 더 이상 이 방법을 사용하지 않는다. 이러한 단순화는 가격을 낮추는데 도움이 되었다.

## 사생활
2001년 미국 대법원은 법 집행자가 수색 영장 없이 사유 재산의 FLIR 감시를 수행하는 것은 부당한 수색과 압류로부터 사생활을 보호하는 수정헌법 제4조를 위반하는 것이라고 결정했다.

## 같이 보기
- 적외선 탐색추적
- 야시경(Night vision)
- 적외선 카메라
- 감시
- TOD(Thermal Observation Device)